# Julia Jacklin
Julia Jacklin (* 30. August 1990 in Blue Mountains) ist eine australische Singer-Songwriterin.

## Biografie
Julia Jacklin wuchs in den Blue Mountains im Hinterland der Metropole Sydney auf. Ihre Eltern waren in erzieherischen Berufen tätig und sie orientierte sich auch in Richtung soziale Berufe, bevor sie sich entschied, eine Musikkarriere anzustreben. Sie arbeitete in einer Fabrik und trat nebenher als Sängerin sowohl solo als auch mit ihrer 2014 mit drei Freunden gegründeten Band Phantastic Ferniture auf. Sie ging auch ins Studio und machte Aufnahmen. Der Durchbruch kam mit Singles wie Pool Party und Coming of Age, mit denen sie 2016 nicht nur in ihrer Heimat, sondern international Aufmerksamkeit bekam. Ihr Debütalbum wurde im selben Jahr in Australien, England und den USA veröffentlicht. In ihrer Heimat gelang ihr damit der Charteinstieg. Sie selbst erreichte eine Nominierung bei den ARIA Awards in der Kategorie Best Female Artist.
Danach ging sie erst einmal intensiv auf Tour mit Schwerpunkt Europa. In den USA war sie Opener für First Aid Kit. Parallel dazu ging sie auch mit der Band ins Studio und veröffentlichte bei ihrem australischen Label 2018 ein Bandalbum. Phantastic Ferniture fiel allerdings danach auseinander. Sie machte aber auch weitere Soloaufnahmen für ihr zweites Studioalbum. Burke Reid, der schon erfolgreich mit Courtney Barnett und Liam Finn von Crowded House zusammengearbeitet hatte, produzierte das Album. Crushing wurde 2019 erneut international veröffentlicht. Neben einer Top-10-Platzierung in Australien erreichte sie auch den Einstieg in die britischen Charts. In den USA erreiche sie Platz 32 der Indie-Charts. Bei den ARIA Awards erhielt sie drei Nominierungen, zwei weitere gingen an Burke Reid.
Trotzdem ging Jacklin beim nächsten Album neue Wege. Aufgenommen wurde es in Montreal, Produzent wurde der Kanadier Marcus Paquin, der die Folkband The Weather Station von Tamara Hope als Begleitung mitbrachte. Einige Stücke wurden auch mit Orchester aufgenommen. Pre Pleasure wurde im August 2022 veröffentlicht und übertraf noch einmal den Erfolg des Vorgängeralbums. In Australien kam sie auf Platz 2 und erhielt bei den ARIA Awards erstmals eine Auszeichnung für das beste Adult-Contemporary-Album.

## Diskografie
Alben
- Santafel (EP, 2014)
- Don’t Let the Kids Win (2016)
- Crushing (2019)
- Pre Pleasure (2022)

Lieder
- Pool Party (2016)
- Leadlight (2016)
- Coming of Age (2016)
- Eastwick (2017)
- Body (2018)
- Head Alone (2018)
- Someday (Triple J Like A Version) (2019)
- To Perth, Before the Border Closes (2020)
- Baby Jesus Is Nobody’s Baby Now (2020)
- Army of Me (2021)
- Just to Be a Part (2022)
- Lydia Wears a Cross (2022)
- Shivers (2023)
- Good Guy (featuring Faye Webster, 2024)

## Auszeichnungen
ARIA Awards
- 2022: Best Adult Contemporary Album für Pre Pleasure